# دانيال بيرثيوم (لاعب هوكي الجليد)
دانيال بيرثيوم هو لاعب هوكي الجليد كندي، ولد في 26 يناير 1966 في لونغوي في كندا.

## وصلات خارجية
- دانيال بيرثيوم على موقع دوري الهوكي الوطني (الإنجليزية)
- دانيال بيرثيوم على موقع قاعة مشاهير الهوكي (لاعب أن.إتش.أل) (الإنجليزية)
- دانيال بيرثيوم على موقع EliteProspects.com (الإنجليزية)
- دانيال بيرثيوم على موقع Eurohockey.com (الإنجليزية)
- دانيال بيرثيوم على موقع HockeyDB.com (الإنجليزية)
- دانيال بيرثيوم على موقع Hockey-Reference.com (الإنجليزية)